# Un amore
Un amore es una película romántica italiana de 1965 dirigida por Gianni Vernuccio. Está basada en una novela del mismo nombre de Dino Buzzati.

## Argumento
En Milán, Antonio Dorigo, un arquitecto a punto de cumplir 50 años, lucha por entablar relaciones estrechas con las mujeres, pero encuentra consuelo visitando el establecimiento de la señora Ermelina. Un día, programa una cita con una chica nueva, Adelaide, una bailarina menor de edad de La Scala, también conocida como Laide. Antonio se enamora de ella, pero Laide desea una relación estrictamente física. A pesar de los intentos de liberarse de su obsesión por ella, Laide se convierte en su mujer mantenida manteniendo su vida independiente. Con el tiempo, Laide se impacienta con Antonio, sintiéndolo viejo e intrusivo. Cegado por el amor, Antonio ignora los defectos de Laide hasta que debe afrontar la realidad de su relación. Finalmente él se casa con otra persona, pero se da cuenta demasiado tarde de que Laide era su verdadero amor. Desesperado por volver a conectarse con ella, Antonio organiza una reunión, sólo para descubrir que Laide no quiere tener nada que ver con él.

## Reparto
- Rossano Brazzi como Antonio Dorigo.
- Agnès Spaak como Laide.
- Gérard Blain como Marcello.
- Marisa Merlini como Ermelina.
- Lucila Morlacchi como Luisa.
- Alice Field
- Lia Reiner
- Anna María Aveta